# Коюка-де-Бенитес (муниципалитет)
Коюка-де-Бенитес (исп. Coyuca de Benítez) — муниципалитет в Мексике, штат Герреро, с административным центром в одноимённом городе. Численность населения, по данным переписи 2010 года, составила 73 460 человек.

## Общие сведения
Название Coyuca с языка науатль переводят по-разному: 1) жители с зобом, 2) место койотов, 3) дырявые сандалии, 4) место байдарок; Benítez было добавлено к названию в честь Фаустины Бенитес — жены генерала Хуана Альвареса.
Площадь муниципалитета равна 1811 км², что составляет 2,85 % от площади штата. Он граничит с другими муниципалитетами Герреро: на севере с Хенераль-Элиодоро-Кастильо и Чильпансинго-де-лос-Браво, на востоке с Акапулько-де-Хуаресом, на западе с Бенито-Хуаресом и Атояк-де-Альваресом, а на юге омывается водами Тихого океана.

## Учреждение и состав
Муниципалитет был образован 4 мая 1876 года, в его состав входит 134 населённых пункта, самые крупные из которых:
| Код INEGI | Населённый пункт                                                   | Численность населения (2005 год) | Численность населения (2010 год) |
| 021       | Всего                                                              | 69 064                           | 73 460                           |
| 0001      | Коюка-де-Бенитес (исп. Coyuca de Benítez) (административный центр) | 12 445                           | 13 566                           |
| 0008      | Бахос-дель-Эхидо (исп. Bajos del Ejido)                            | 5 689                            | 6 165                            |
| 0060      | Тепетистла (исп. Tepetixtla)                                       | 3 809                            | 3 636                            |
| 0062      | Тистлансинго (исп. Tixtlancingo)                                   | 3 588                            | 3 635                            |
| 0003      | Агуас-Бланкас (исп. Aguas Blancas)                                 | 2 205                            | 2 292                            |
| 0038      | Эль-Папайо (исп. El Papayo)                                        | 2 108                            | 2 247                            |
| 0040      | Платанильо (исп. Platanillo)                                       | 1 770                            | 1 783                            |
| 0045      | Пуэбло-Виехо (исп. Pueblo Viejo)                                   | 1 450                            | 1 539                            |

## Экономическая деятельность
По статистическим данным 2000 года, работоспособное население занято по секторам экономики в следующих пропорциях: сельское хозяйство, скотоводство и рыбная ловля — 44,9 %, промышленность и строительство — 13,2 %, сфера обслуживания и туризма — 39,7 %.

## Инфраструктура
По статистическим данным 2010 года, инфраструктура развита следующим образом:
- электрификация: 97,4 %;
- водоснабжение: 51,9 %;
- водоотведение: 73,3 %.

## Туризм
Основные достопримечательности:
- церковь „San Miguel Arcángel“ в муниципальном центре;
- памятник в честь доньи Марии Фаустины Бенитес де Альварес;
- пляжи на побережье Тихого океана.